# Delbert Mann
Delbert Martin Mann, Jr., född 30 januari 1920 i Lawrence i Kansas, död 11 november 2007 i Los Angeles i Kalifornien, var en amerikansk TV- och filmregissör.
Mann debuterade som regissör 1949 med ett avsnitt av den amerikanska tv-serien Lights Out. Han långfilmsdebuterade 1955 med Marty, som var baserad på tv-serien med samma namn. Filmen nominerades till åtta Oscars och vann fyra, bland dem bästa film, bästa regi och bästa manliga huvudroll (Ernest Borgnine). Filmen belönades även med Guldpalmen vid Filmfestivalen i Cannes.
Mann var ordförande av Directors Guild of America mellan 1967 och 1971 och vice ordförande 1958–1968 och 1973–1977. Han avled i lunginflammation den 11 november 2007.

## Filmografi i urval
- 1955 – Marty
- 1957 – Svensexa
- 1958 – Vid skilda bord
- 1958 – Blodet ropar under almarna
- 1959 – Brittsommar
- 1960 – Mörkret i trappan
- 1961 – En pyjamas för två
- 1961 – Hjälten från Iwo Jima
- 1962 – Älskling, jag ger mig
- 1963 – Bombeskader 904
- 1964 – En man för Eva
- 1966 – Mister Buddwing
- 1967 – Fitzwilly i varuhusligan
- 1969 – David Copperfield
- 1970 – Jane Eyre (TV-film)
- 1971 – Den siste rebellen
- 1979 – På västfronten intet nytt (TV-film)
- 1982 – Flykt i natten